# Kadmonici
Kadmonici (hebr. הַקַּדְמֹנִי) – wspomniany w Biblii lud zamieszkujący Kanaan przed przybyciem Izraelitów.
Wymienieni zostali w Księdze Rodzaju (15,19) jako jeden z narodów zamieszkujących ziemię przyobiecaną Abrahamowi. Hebrajska nazwa kadmoni oznacza dosłownie tych, którzy mieszkają na wschodzie. Nie podano żadnych bliższych informacji na ich temat. Ich nazwa łączona jest z pojawiającym się w innych miejscach Starego Testamentu ogólnym określeniem „mieszkańców wschodu” (Rdz 29,1; Sdz 6,3; Hi 1,3).